# Endophragmiella fallacia
Endophragmiella fallacia är en svampart som beskrevs av P.M. Kirk 1981. Endophragmiella fallacia ingår i släktet Endophragmiella och familjen Helminthosphaeriaceae.   Inga underarter finns listade i Catalogue of Life.